# Carl Gustaf Qvarnström

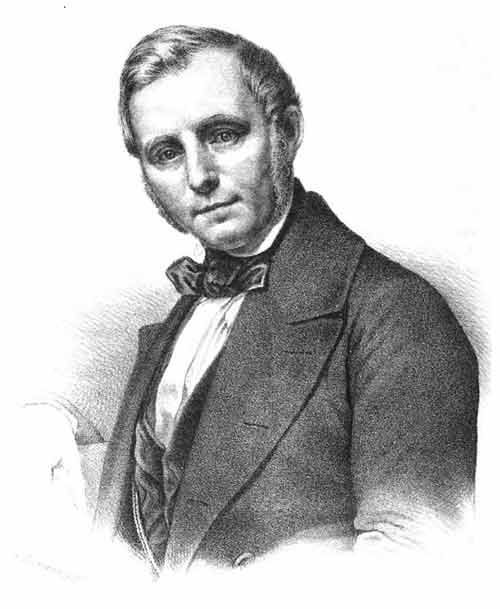
Carl Gustaf Qvarnström

Carl Gustaf Qvarnström (* 23. März 1810 in Stockholm; † 5. März 1867 ebenda) war ein schwedischer Bildhauer und Maler.

## Leben
Er war der Sohn eines königlichen Dieners und begann mit 11 Jahren an der Kinderschule der Kungliga Konsthögskolan zu zeichnen. 1824 wechselte Qvarnström zur Modelliersektion derselben Schule, wo er Schüler von Gustaf Erik Hasselgren und Fredric Westin wurde. Als der Bildhauer Johan Niclas Byström 1829 nach Stockholm zurückkehrte, wurde Qvarnström dessen Schüler und gab die Malerei fast vollständig auf. 1836 erhielt er ein Reisestipendium und zog nach Italien, wo er die folgenden 6 Jahre überwiegend in Rom lebte.
Als Qvarnström 1842 wieder nach Stockholm zog, wurde er Mitglied der Kunstakademie und 1843 stellvertretender Professor. 1852 stieg er zum ordentlichen Professor auf und ein Jahr später übernahm er den Direktorenposten der Lehreinrichtung seiner Akademie. In dieser Zeit unternahm Qvarnström mehrere Reisen nach Paris, München und Italien.
Qvarnströms Kunst war in vieler Hinsicht repräsentativ für den Geschmack seiner Zeit. Er ließ sich unter anderem von Bengt Erland Fogelberg und Bertel Thorvaldsen beeinflussen. Als Lehrer war er hoch angesehen. Während seiner Direktorenzeit in der Kunstakademie entstanden zwei neue Malerstudiengänge. Viele seiner Skulpturen, Skizzen und Gipsmodelle sind im schwedischen Nationalmuseum ausgestellt oder verwahrt. Einige befinden sich auch im Göteborger Museum.

## Werke (Auswahl)

### Gemälde und Zeichnungen
- Epameinondas’ död (1829)
- Fritjofs lycka (1829)
- Ingeborgs klagan (1829)

### Skulpturen
- Skjutande Amor (1830)
- Nessos och Deianeira (1831)

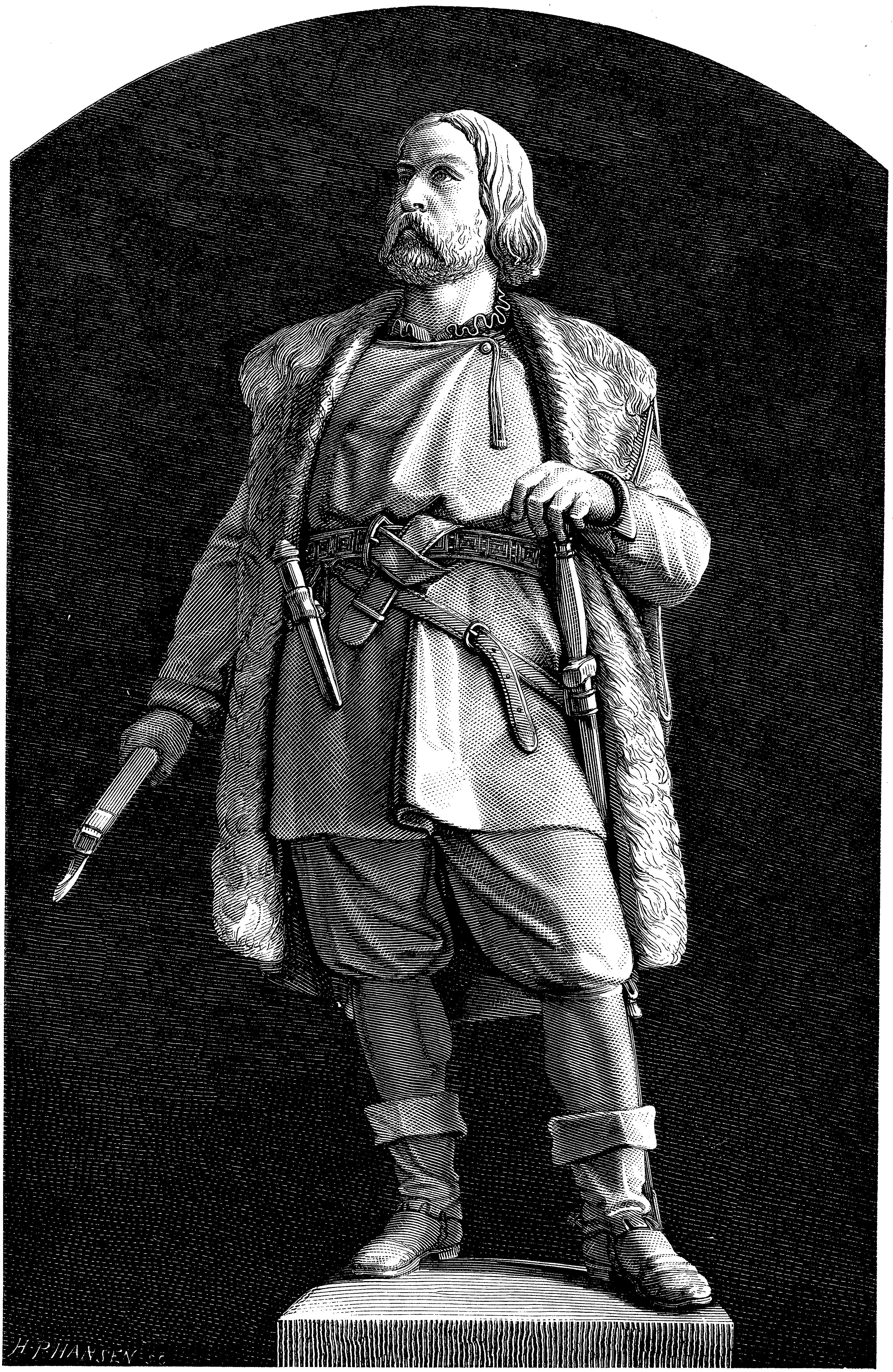
Modell für die Engelbrekt-Statue in Örebro

- Årstiderna (Jahreszeiten, vier Skulpturen, 1834)
- Dygnets stunder (Relief, 1841)
- Uller (1841)
- Idun (1843)
- 6 allegorische Figuren (1847)
- Esaias Tegnér (1849, für Lund)
- Hvilan i öknen (1851)
- Neapolitansk fiskargosse (in Marmor, 1852)
- Flicka överraskad i badet (1855)
- Idun bortröfvad af jätten Tjasse i örnhamn (1856)
- Berzelius (1858, für Stockholm)
- De fyra elementen (Relief, 1858)
- K. A. Agardh (1859, Grabstein in Lund)
- Gustaf Vasa (in Bronze, 1863, Stadtpark in Västerås)
- Gustaf II Adolf (Ritterhaus in Stockholm)
- Dagen och Natten (1860)
- Loke riktar pilen åt den blinde Höder (1863)
- Martyrerna (1866)
- Engelbrekt (1865, für Örebro)
- Valkyrjor föra en fallen kämpe till Valhall